# Rata de Nova Guinea grossa
La rata de Nova Guinea grossa (Rattus praetor) és una espècie de mamífer rosegador de la família dels múrids que viu a Indonèsia, Papua Nova Guinea i Salomó. És possible que la seva arribada a l'illa de Nova Irlanda en els últims mil·lennis, segurament amb l'adveniment dels éssers humans, conduís a l'extinció de la rata de Nova Irlanda.